# ماتياس غاليغوس
ماتياس غاليغوس (بالإسبانية: Matías Gallegos) هو لاعب كرة قدم أرجنتيني، ولد في 15 مايو 1997 في Santa Ana, Santa Fe ‏ في الأرجنتين. لعب مع يونيون دي سانتا في.

## وصلات خارجية
- ماتياس غاليغوس على موقع قاعدة بيانات كرة القدم.إي يو (الإنجليزية)
- ماتياس غاليغوس على موقع Soccerway.com (الإنجليزية)